# Izvoarele (gmina w okręgu Teleorman)
Izvoarele – gmina w Rumunii, w okręgu Teleorman. Obejmuje tylko jedną miejscowość Izvoarele. W 2011 roku liczyła 2578 mieszkańców. 